# Цюзов
Цюзов (нем. Züsow) — община в Германии, в земле Мекленбург-Передняя Померания.
Входит в состав района Северо-Западный Мекленбург. Подчиняется управлению Нойклостер-Варин. Население составляет 330 человек (на 31 декабря 2010 года). Занимает площадь 19,38 км².